# Bathyphantes minor
Bathyphantes minor är en spindelart som beskrevs av Alfred Frank Millidge och Anthony Russell-Smith 1992. Bathyphantes minor ingår i släktet Bathyphantes och familjen täckvävarspindlar. Inga underarter finns listade.